# Tamagotchi Connexion

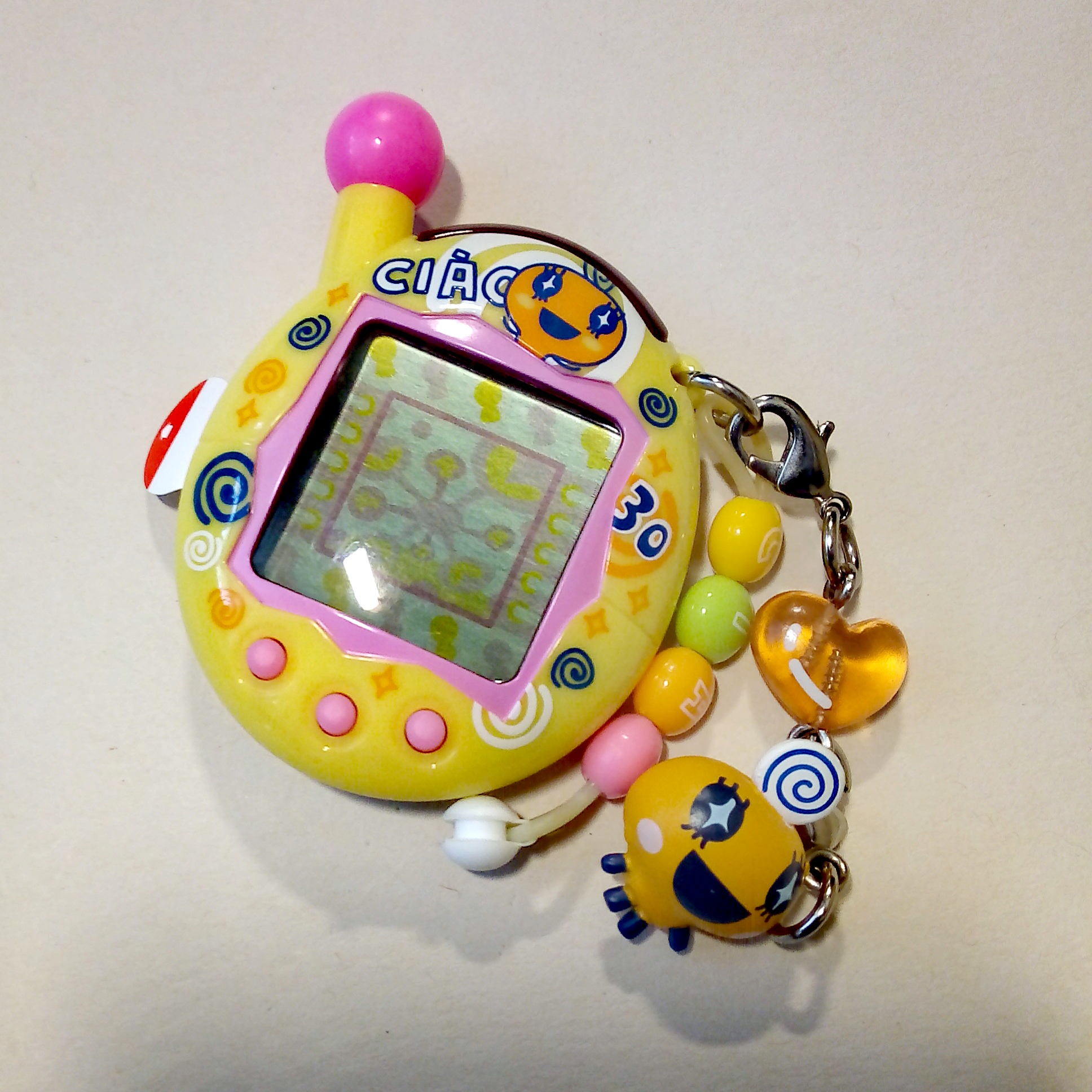
Tamagotchi Connection (Jinsei) V4 Ciao. 30th Anniversary, Japanische Version.

Der Tamagotchi Connexion, bekannt als Tamagotchi Plus in Japan und als Tamagotchi Connection in Nordamerika, ist ein virtuelles Haustier in der Tamagotchi-Reihe digitaler Spielzeuge von Bandai. Der Tamagotchi Connexion unterscheidet sich von früheren Modellen dadurch, dass er mit Ausnahme der Tamagotchi-Friends-Modelle einen Infrarotanschluss verfügt, über den eine Verbindung zu anderen Modellen hergestellt werden kann und mit ihnen zu interagieren.

## Verbindung
Über den Infrarotanschluss des Geräts kann das virtuelle Haustier (Tama) Freundschaften mit anderen Tamas schließen, Spiele spielen, Geschenke austauschen und Babys bekommen. Je häufiger sich zwei Einheiten verbinden, desto stärker wird ihre Freundschaft. Wenn sich zwei Erwachsene unterschiedlichen Geschlechts treffen, können sie sich verlieben und heiraten. Es enthält Charaktere aus beiden Versionen von Oritama (1996) und Mesutchi und Osutchi (1997) sowie mehrere neue Charaktere.
Wenn das Tama auf einem anderen Gerät keinen Partner findet, mit dem es Babys bekommen kann, kommt ein Heiratsvermittler, der es dem Tamagotchi ermöglicht, ein Baby mit einer computergesteuerten Tamagotchi-Figur zu bekommen. Dies gilt nur für die Versionen 1 bis 4 und 6. Die Version 5 führt ein Dating-Show-Spiel ein, bei dem der Benutzer spielen muss, um einen Partner zu gewinnen.

## Unterschiede zum Ur-Tamagotchi P1 / GEN 1, P2 / GEN 2
Die Tamagotchi Connection-Modelle verfügen über ein größeres Gehäuse als die Vintage-Modelle und sind etwa 5,6 cm hoch und 4,8 cm breit (ca. 2,2 Zoll hoch und 1,9 Zoll breit). Sein Bildschirm ist größer, aber mit kleineren Pixeln, wobei die frühen Modelle eine Auflösung von 32 × 30 haben. Er verfügt über einen Infrarotanschluss an der Oberseite des Gehäuses und das Schlüsselbundloch befindet sich auf der rechten Seite. Die internationalen Versionen verfügten über eine Kugelkette mit Verschluss, während die US-Versionen über ein Kettenglied und einen Schlüsselring verfügten. Wie seine Vorgänger verfügt es über einen schwarz-weißen LCD-Bildschirm über einem bedruckten Hintergrund. Im Gegensatz zum klassischen Tamagotchi variiert der Hintergrunddruck zwischen den Gehäuseschalen und einige Gehäuseschalen in limitierter Auflage verfügen über exklusive Hintergrunddrucke.

## Versionen
Alle Tamagotchi Connection-Geräte können miteinander verbunden werden; Allerdings wird ein Charakter aus einer neueren Version in einer älteren Version als Platzhalter Charakter namens Nazotchi gerendert, wenn bei allen Modellen die Charakterdaten einer Einheit nicht auf der anderen Einheit vorhanden sind.

### Connection v1 (2004)

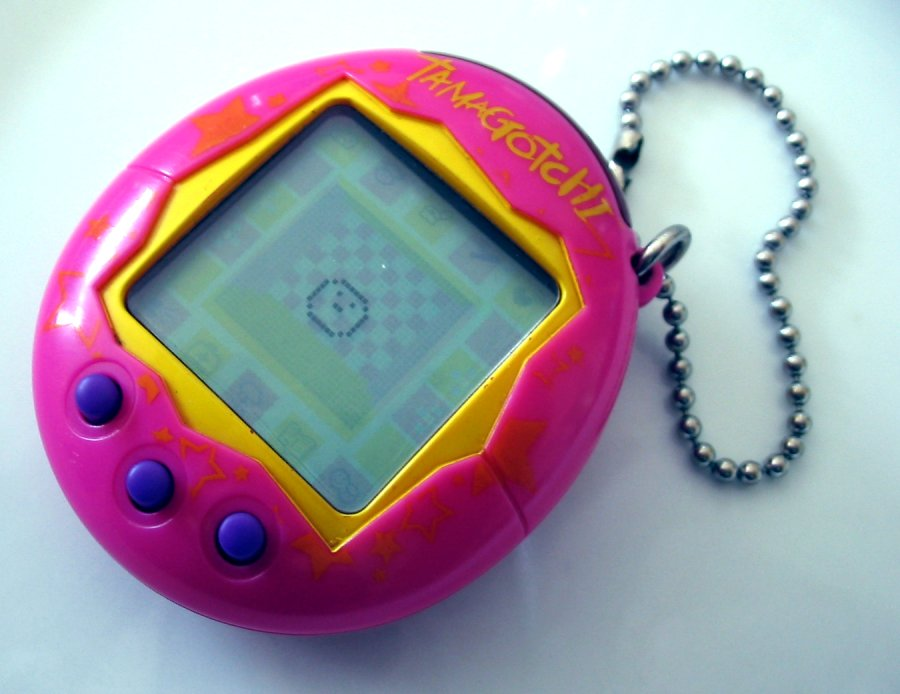
Tamagotchi Plus Connection V1

Als erstes bekanntes virtuelles Haustier der 2004 erschienenen Reihe führte die Version 1 die Marke Tamagotchi wieder ein und fügte Kernfunktionen hinzu, die auf zukünftige Modelle übertragen werden sollten, wie Konnektivität, Gegenstände und Heirat. In Japan wurde diese Version als Kaettekita! veröffentlicht. Oder einfach der Tamagotchi Plus.

### Connection v2 (2005)
Die 2005 veröffentlichte Version 2 führte eine größere Liste von Charakteren, Passcodes und „Gotchi-Points“ ein, eine Spielwährung, die zum Kauf von Shop-Artikeln verwendet wird. Außerdem werden mit zunehmendem Alter des Tamagotchi weitere Spiele freigeschaltet. Es gibt 6 Lebensphasen. Der Entama wurde später als Chou Jinsei Enjoi Tamagotchi Plus CYOI Change erneut veröffentlicht, nachdem es Beschwerden gab, dass die Spiele für neue Spieler zu schwierig seien. Er unterscheidet sich optisch vom Original durch „Plus“-förmige Perlen anstelle von runden Perlen.

### Connection v3 Keitai Kaitsuu (2006)

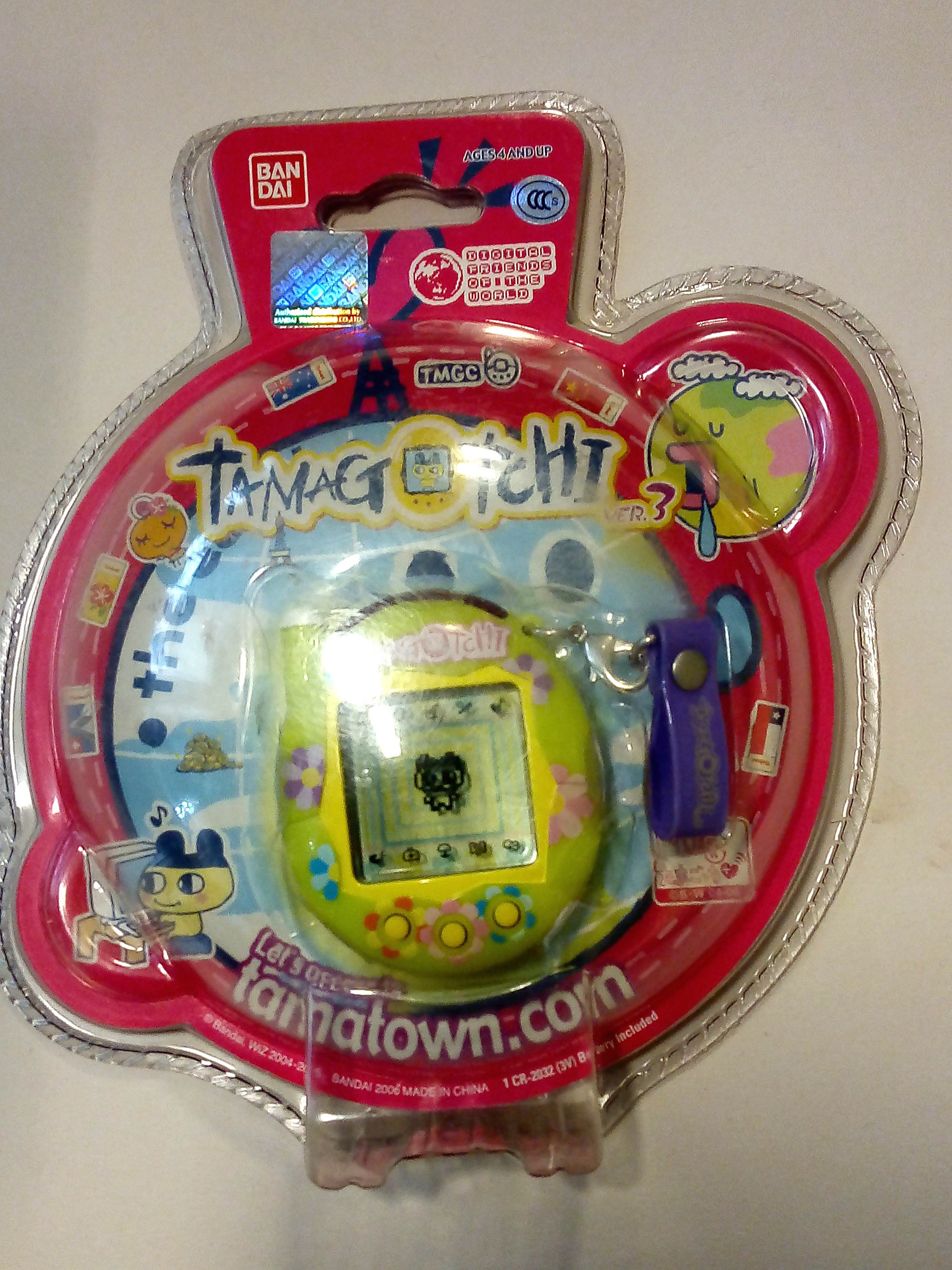
Tamagotchi Connexion V3 in OVP, Englische Version.

Abgesehen von verschiedenen Spielen gibt es bei dem Tamagotchi Connection v3 im Vergleich zur Version 2 nur wenige Änderungen. Die 2006 veröffentlichte Version 3 führte die Konnektivität zu TamaTown auf dem PC ein und führte außerdem neue Charaktere und Gegenstände ein. Wie bei der Version 2 gilt, je älter das Tamagotchi wird, auf desto mehr Spiele hat es Zugriff, und es gibt 6 Lebensphasen. Die Version 3 besitzt eine nachempfundene Handyantenne auf der linken Seite. Dies ist rein ästhetischer Natur und bringt keine zusätzliche Funktionalität mit sich.

### Connection v4 Jinsei (2007)

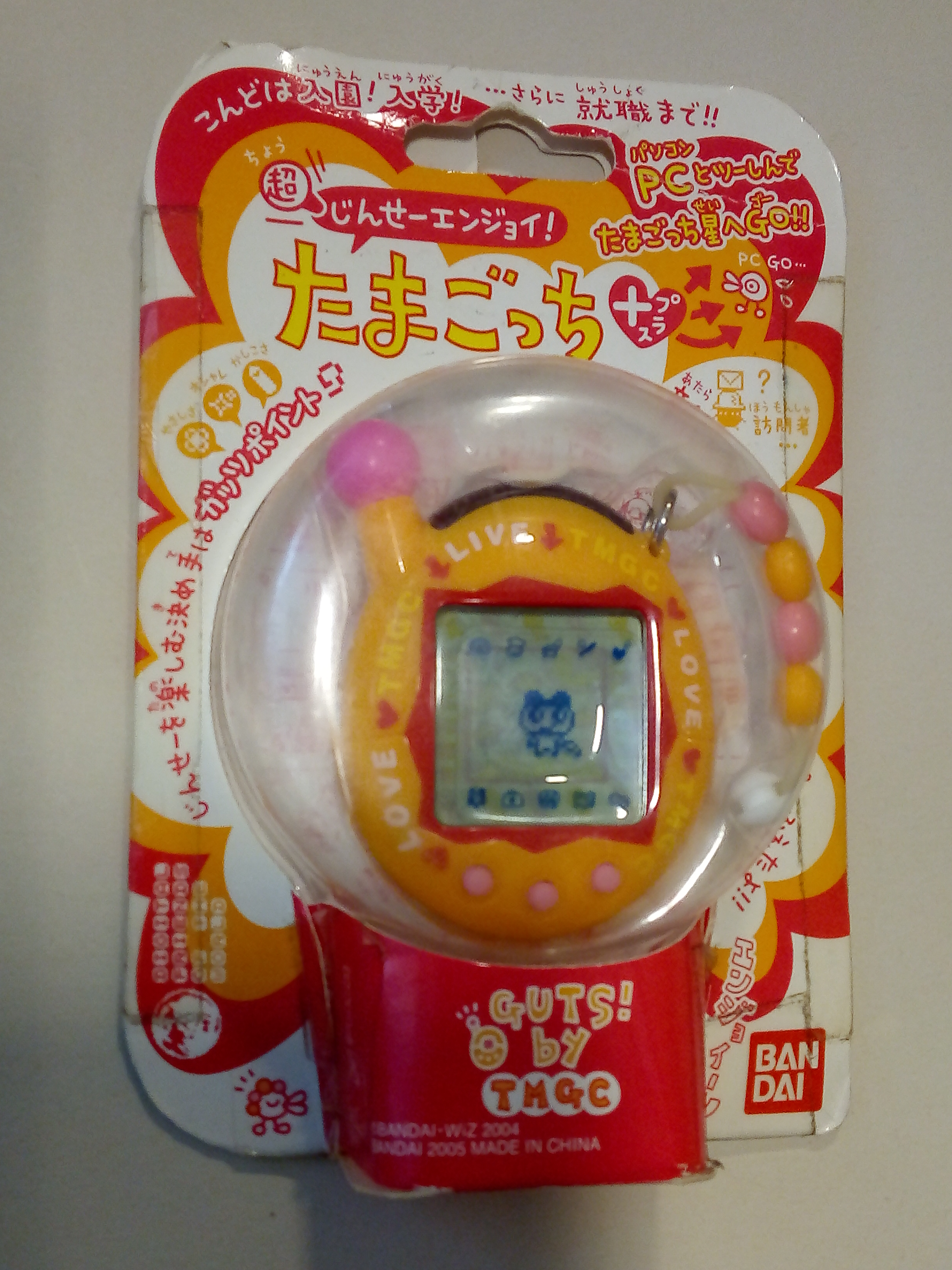
Tamagotchi Connection (Entama) V4 in OVP, Japanische Version.

Die Version 4 wurde im Oktober 2006 in Europa und im Januar 2007 in den USA veröffentlicht und führte Fertigkeitspunkte, Charaktergruppen und Jobs ein.
Wie in früheren Versionen spielen Tamas Spiele um eine bestimmte Anzahl von „Gotchi-Points“ und schalten mit zunehmendem Alter weitere Spiele frei. Die Version 4 besitzt eine Antenne mit einer Kugel. Nordamerikanische Modelle verfügen über einen Schlüsselanhängerring, europäische Modelle über eine Kugelkette und asiatische und ozeanische Modelle über Perlenanhänger an einer Gummischnur, im gleichen Stil wie das Entama.

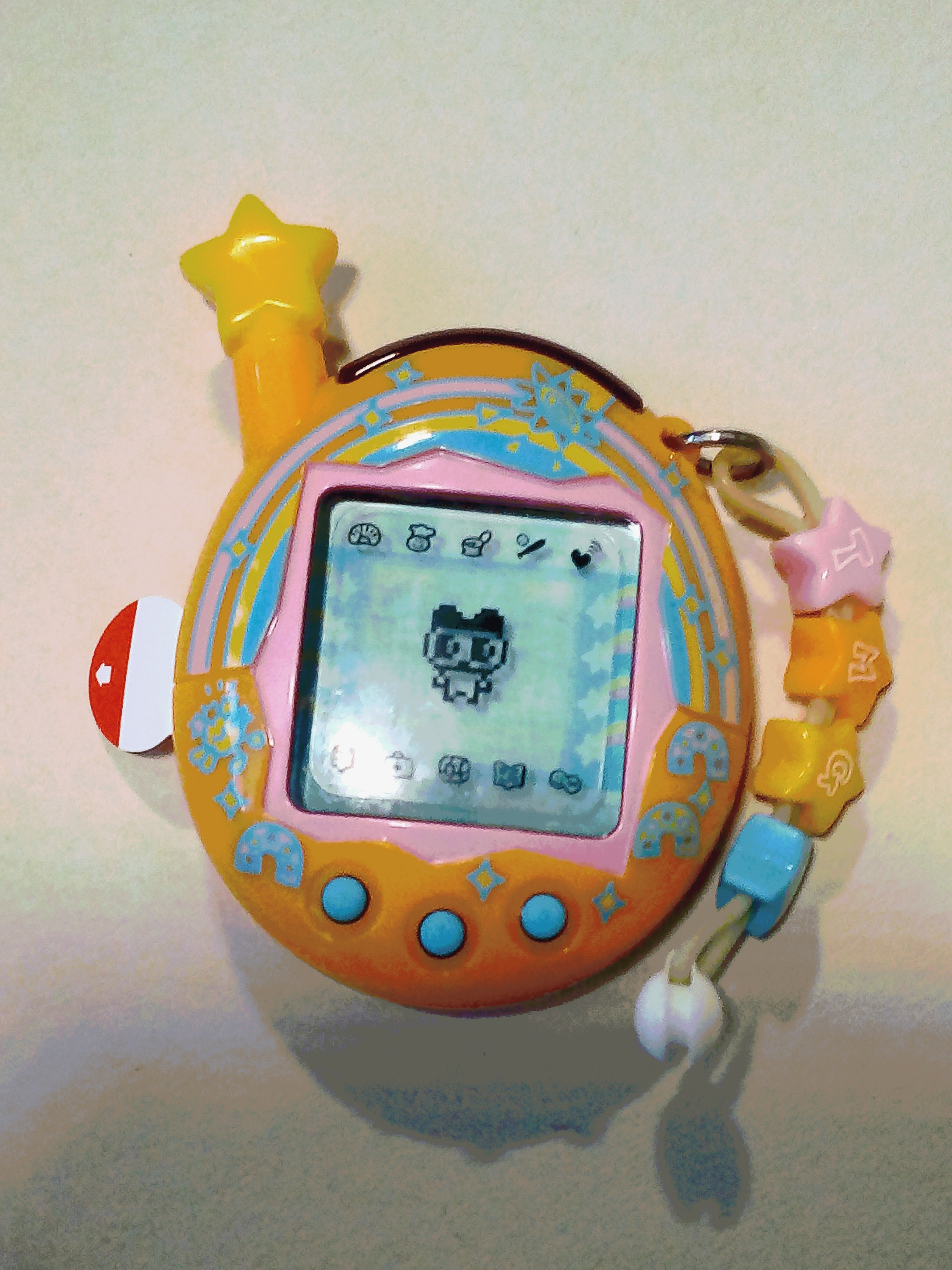
Tamagotchi Connection (Uratama) V4.5. Japanische Version

- Eine zweite Version, bekannt als Tamagotchi Connection Version 4.5 oder Chou Ura Jinsei Enjoi auch kurz Uratama, wurde im Juli 2007 veröffentlicht. Sie führte neue Charaktere und Spiele sowie drei neue Jobs ein. Die Version 4.5 besitzt eine Antenne mit einem Stern. Modelle für die Region Asien und Ozeanien verfügen über sternförmige Perlenanhänger an einer Gummischnur, im gleichen Stil wie das Uratama.[7]

### Connection v5 Familitchi (2008)

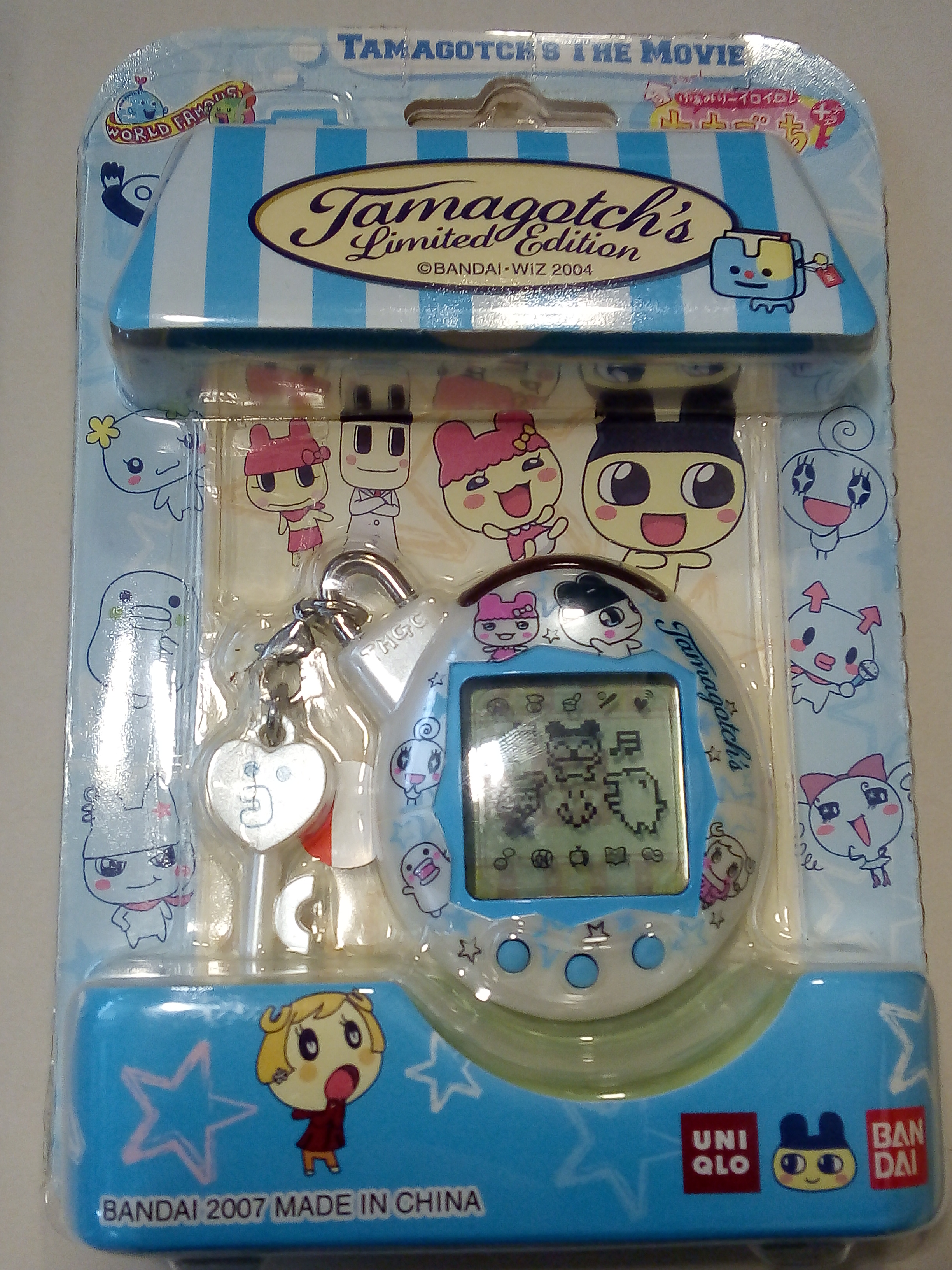
Tamagotchi Connection (Familitchi) V5 limited Edition. Japanische Version.

Die Version 5 wurde 2008 veröffentlicht und bietet einen breiteren Bildschirm, die Möglichkeit, drei Charaktere gleichzeitig großzuziehen, und die Möglichkeit, durch Heirat besondere Familien zu gründen. Er ist die englische Version des FamiTama in Japan, welche Version als Family Iro Iro! veröffentlicht. Der Bildschirm des V5 ist 1,5-mal so groß wie frühere Bildschirme. Die Gesamtgröße beträgt nun 48 × 30 Pixel.
- Eine zweite Version, bekannt als Tamagotchi Connection Version 5 Celebrity, wurde im Herbst 2008 veröffentlicht. Sie führt neue Spiele, Charaktere und Gegenstände ein. In Japan wurde diese Version als Dream Royal Family Tamagotchi Plus veröffentlicht. Die Modelle der europäischen Version 5 besitzen eine Antenne in Form eines quadratischen Hauses mit Spitzdach. Für die japanische Veröffentlichung des Famitama ist anstelle einer hausförmigen Antenne ein seitlich hängender Schlüssel vorhanden.[8]

### Connection 6 Music Star (2009)
Der Music Star wurde Ende 2008 in den USA und 2009 weltweit veröffentlicht und
ist die letzte Veröffentlichung der Connection-Serie. Mit zunehmendem Alter lernt das Tamagotchi ein Musikinstrument und ein Bandmanager kommt, sobald das Tamagotchi im Spiel fünf Jahre alt ist. Das Spiel konzentriert sich darauf, den Tamagotchis Musik beizubringen, was sie schließlich dazu bringt, eine professionelle Band zu gründen. Zu jeder Tamagotchi Connection v6 gehört ein Gitarrenplektrum mit einem Code für die inzwischen aufgelöste TamaTown. Dieses Modell wird in der Region Asien/Ozeanien/Australien als Tamagotchi Connection Version 6 bezeichnet.

### TamaTown Tama-Go (2010)
Das im Herbst 2010 erschienene TamaTown Tama-Go unterscheidet sich stark von den Vorgängermodellen und verfügt über ein vierteiliges Graustufen-LCD. Es bietet Konnektivität mit Gotchi-Figuren, die bei Verbindung neue Gegenstände und Spiele freischalten.

### Tamagotchi Friends (2014)

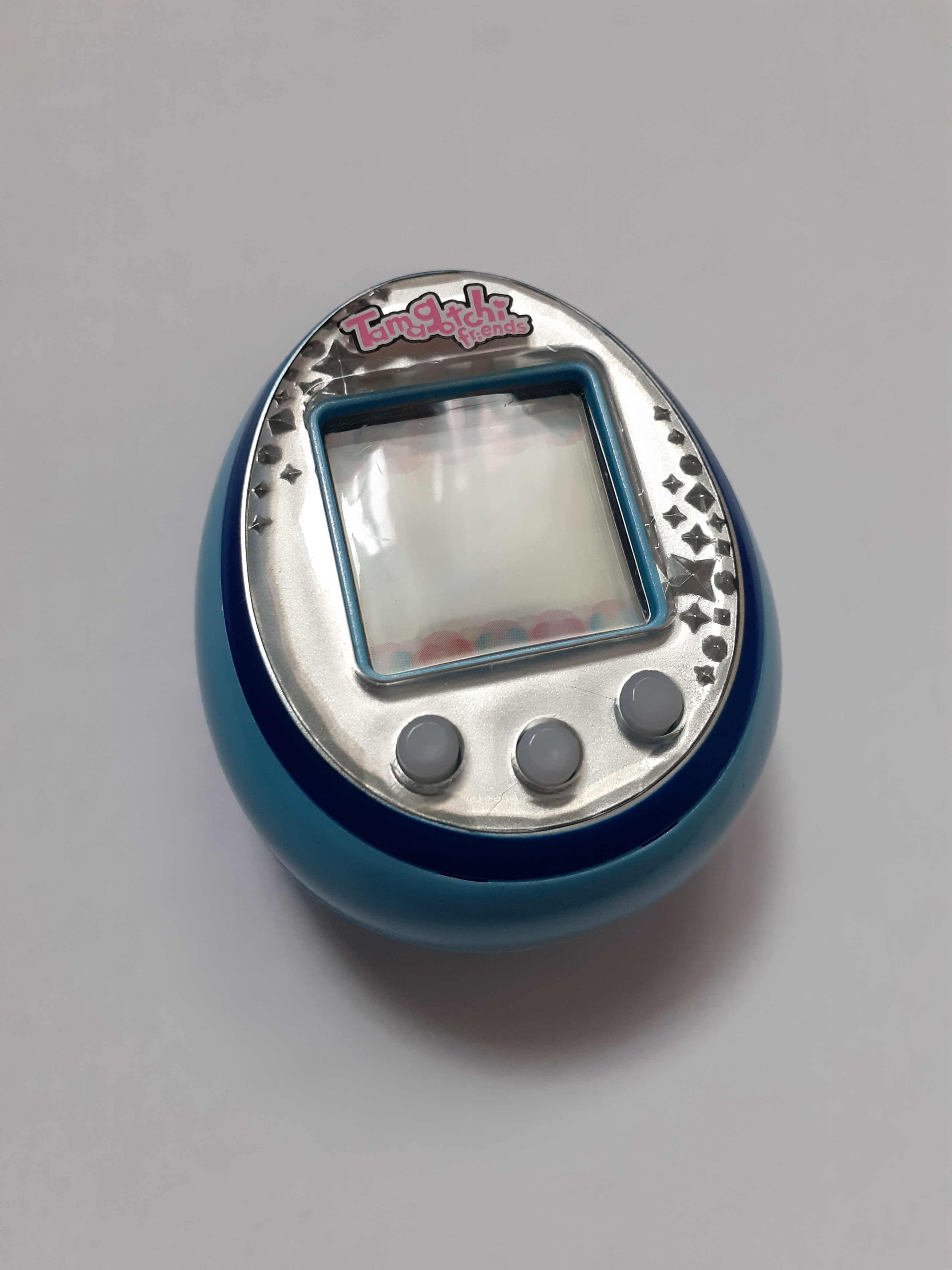
Tamagotchi Friends

Das 2014 erschienene Tamagotchi Friends verbindet sich mit anderen Modellen über NFC-Technologie anstelle von Infrarot und verfügt über detailliertere Graustufen als frühere Modelle.

## ROM-Versionen
- In den Versionen 0.0 bis 2.0 ist einer der negativen Gegenstände, die ein Tamagotchi als Geschenk erhalten kann, ein Obaketchi.
- Kinder- und Teenagerfiguren essen auf dem Plus und dem Connexion eine Schüssel Reis als Mahlzeit, während sie auf dem Connection ein Brötchen Brot essen. Ojitchi, Otokitchi und Oyajitchi trinken auf der Plus und der Connexion Sake als Snack, während sie auf der Connection eine Tasse Kaffee trinken.
- Auf dem Plus-Bildschirm ist Obaketchi neben einem Grabstein zu sehen, während auf dem Connection- und Connexion-Bildschirm ein weißes Ei mit Engelsflügeln schwebt.
- Bei allen Versionen bis einschließlich 4.0 können Babys die Verbindungsfunktion nicht nutzen. Ab 4.1 wurde Babys diese Fähigkeit gegeben.[1]

## Wachstum und Lebensdauer
Bei jedem Modell durchläuft das Tamagotchi 6 Lebensphasen. Das Tamagotchi durchläuft jede Lebensphase in der Evolution und verwandelt sich im Laufe der Zeit in einen anderen Charakter.
- Ei – Die Eierphase ist die erste Phase des Tamagotchi-Lebenszyklus.
- Baby – Die Babyphase ist die zweite Phase des Tamagotchi-Lebenszyklus. Nachdem das Ei geschlüpft ist, wird daraus ein Baby geboren
- Kind – Das Kinderstadium ist das dritte Stadium des Tamagotchi-Lebenszyklus. Die untergeordnete Phase kann je nach Release zwischen 24 und 72 Stunden dauern.
- Teenager – Die Teenager-Stufe ist die vierte Stufe des Tamagotchi-Lebenszyklus. Die Teenager-Phase kann je nach Veröffentlichung 24 bis 72 Stunden dauern
- Erwachsene – Die Erwachsenenphase ist die fünfte Phase des Tamagotchi-Lebenszyklus und das Endergebnis der gesamten Pflege des Benutzers
- Senior – Die Senior-Stufe entwickelt sich aus einem unverheirateten Erwachsenen-Stadiumscharakter und kann sich nicht mehr weiterentwickeln. Ein Senior Tamagotchi kann nur einen anderen Senior heiraten

Neu bei den Connection-Modellen ist die Senior-Phase, die nur eintritt, wenn das erwachsene Tamagotchi des Benutzers über einen längeren Zeitraum ohne Heirat lebt. Die Modelle der Version 5 verfügen außerdem ausschließlich über die Elternphase, in der der erwachsene Charakter zu einer elterlicheren Form wird, sobald die nächste Generation beginnt.
Im Gegensatz zu den Vintage-Modellen verfügen die Connection-Modelle nicht über eine festgelegte Lebensdauer für jeden Charakter. Stattdessen ist die Pflege durch eine Messung, die als „Pflegefehler“ bekannt ist, direkt mit der Lebenserwartung verknüpft.
Wenn der Benutzer 15 Minuten lang nicht auf einen Aufruf zur Aufmerksamkeit reagiert, erlischt das Symbol und ein Pflegefehler wird aufgezeichnet.
Durch gleichzeitiges Drücken der A- und B-Taste wird der Tamagotchi angehalten, was durch die stillstehende Figur auf dem Bildschirm mit dem Wort „Pause“ angezeigt wird. Die Uhr läuft weiter, aber das Wachstum und die Bedürfnisse des Tamagotchis werden angehalten. Einzige Ausnahme ist die Version 5, die stattdessen die Funktion „Travel Channel“ nutzt.